# منتسنی
منتسنی (به اسپانیایی: Montseny Massif) یک کوه در اسپانیا است که در  ES-CT  واقع شده‌است.

## خصوصیات
منتسنی ۱٬۷۰۶ متر بالاتر از سطح دریا واقع شده‌است.